# Włodzimierz Prosnak
Włodzimierz Juliusz Prosnak (ur. 21 kwietnia 1925 w Łasku, zm. 24 sierpnia 2014 w Gdańsku) – polski aerodynamik, specjalista w zakresie mechaniki płynów, profesor, członek rzeczywisty Polskiej Akademii Nauk.

## Życiorys
Urodził się w rodzinie Tadeusza, urzędnika bankowego, i Elżbiety z domu Pabich. Miał młodszego brata Mieczysława (1928–2011), lekarza ortopedę, wieloletniego kierownika Wojewódzkiej Poradni Zaopatrzenia Ortopedycznego w Łodzi. Edukację rozpoczął w Szkole Powszechnej w Łasku, od 1935 uczęszczał do Gimnazjum im. Mikołaja Kopernika w Łodzi. 
Podczas II wojny światowej od 1941 mieszkał w Krakowie, gdzie od 1942 uczył się w Państwowej Szkole Budowy Maszyn, którą w 1944 ukończył z odznaczeniem.
Po zakończeniu wojny powrócił do Łodzi, gdzie w Gimnazjum im. Mikołaja Kopernika w Łodzi w 1945 zdał maturę i rozpoczął studia na Wydziale Mechanicznym Politechnik Łódzkiej. Po pierwszym roku studiów przeniósł się na Politechnikę Warszawską, którą ukończył w 1950 na Oddziale Lotniczym. W 1957 na podstawie rozprawy Fala uderzeniowa w płaskim przepływie radialnym uzyskał stopień doktora nauk technicznych. W 1964 został mianowany profesorem tytularnym, a w 1972 - profesorem zwyczajnym.
Od 1948 pracował w Instytucie Techniki Lotniczej i Mechaniki Stosowanej Politechniki Warszawskiej. W latach 1962–1970 na tej uczelni kierował Zakładem Dynamiki Gazów, 1970–1974 - Zakładem Aerodynamiki, a 1974–1980 - Zakładem Mechaniki Płynów. W latach 1955–1968 był pracownikiem naukowym Instytutu Podstawowych Problemów Techniki PAN. W latach 1968–1970 był dyrektorem Centrum Obliczeniowego PAN, 1980–1997 - kierownikiem Samodzielnej Pracowni Numerycznej Mechaniki Płynów Instytutu Maszyn Przepływowych PAN w Gdańsku. Od 1984 do 1998 kierował Katedrą Mechaniki Płynów Politechniki Gdańskiej. Od 1994 do 1996 i od 1998 do 2007 pracował w Instytucie Oceanologii PAN.
W 1958 był członkiem założycielem Polskiego Towarzystwa Mechaniki Teoretycznej i Stosowanej. W 1969 został członkiem korespondentem PAN, a w 1986 - jej członkiem zwyczajnym. W 1982 został członkiem zwyczajnym TNW. W latach 1985–1995 był prezesem Gdańskiego Towarzystwa Naukowego.
W 1973 został odznaczony Krzyżem Kawalerskim Orderu Odrodzenia Polski, w 1991 otrzymał Nagrodę Naukową Miasta Gdańska im. Jana Heweliusza, w 2003 został wyróżniony tytułem doktora honoris causa Politechniki Częstochowskiej.
Zmarł w Gdańsku, pochowany na cmentarzu Łostowickim (kwatera 67A-22-6).

## Badania naukowe
Jest uważany za prekursora numerycznej mechaniki płynów w Polsce. Pierwszą pracę na temat elektronicznych maszyn liczących opublikował w 1961. Zajmował się także teoretyczną i eksperymentalną mechaniką płynów. Był autorem ponad 110 publikacji naukowych oraz 18 podręczników i skryptów. W latach 1961–1962 na Uniwersytecie Princeton w USA badał zagadnienia związane ze „sterowaną” warstwą przyścienną. Pozostawił prace poświęcone teorii układu dowolnych profili lotniczych i teorii profilu z klapą strumieniową. Opracował algorytmy efektywnego odwzorowania konforemnego dowolnych obszarów wielospójnych na obszary kołowe i zastosował je do rozwiązania różnych zagadnień ruchu płynu.

## Ważniejsze publikacje
- Mechanika płynów (Warszawa, PWN, tom 1: Statyka płynów i dynamika płynów, 1970; tom 2: Dynamika gazów, 1971).
- Teoria układu profilów lotniczych (Wrocław-Warszawa-Kraków, Zakład Narodowy im. Ossolińskich. Wydawnictwo Polskiej Akademii Nauk, 1981).
- Wprowadzenie do numerycznej mechaniki płynów: Metody przybliżone rozwiązywania zagadnień różniczkowych zwyczajnych (Wrocław-Warszawa-Kraków, Zakład Narodowy im. Ossolińskich. Wydawnictwo Polskiej Akademii Nauk, 1993).
- Równania klasycznej mechaniki płynów (Warszawa, PWN, 2006).